# Chongoene (distrito)

localização do distrito de Chongoene em Moçambique

O distrito de Chongoene está situado no sul da província de Gaza em Moçambique. A sede deste distrito é a povoação de Conjoene.. O distrito foi criado pela Lei 3/2016, de 6 de Maio, resultando do desmembramento do antigo distrito de Xai Xai.
Tem, como limites geográficos, a norte o distrito de Chibuto, a leste o distrito de Manjacaze, a sul o Oceano Índico e a oeste o distrito de Limpopo. O distrito exclui a cidade de Xai-Xai.
O distrito de Chongoene tinha, pré-2016, uma superfície de 1 739  km² e uma população recenseada em 2007 de 212 459 habitantes, tendo como resultado uma densidade populacional de 122,2 habitantes/km² e correspondendo a um aumento de 28,3% em relação aos 165 596 habitantes registados no Censo de 1997 (então distrito do Xai-Xai).

## Divisão administrativa
O distrito está dividido em três postos administrativos: Chongoene, Mazucane e Nguzene,compostos pelas seguintes localidades:
- Posto Administrativo de Chongoene
  - Banhine
  - Chongoene
  - Maciene
  - Nhacutse
  - Nhama-Vila
- Posto Administrativo de Mazucane:
  - Chikavane
  - Cumbane
  - Mazucane
- Posto Administrativo de Nguzene:
  - Chicuangue
  - Mangundze
  - Nguzene